# Gerwasia jeffersii
Gerwasia jeffersii är en svampart som först beskrevs av Jørst., och fick sitt nu gällande namn av Buriticá 1994. Gerwasia jeffersii ingår i släktet Gerwasia och familjen Phragmidiaceae.   Inga underarter finns listade i Catalogue of Life.